# Großer Preis von Ungarn 1996
Der Große Preis von Ungarn 1996 (offiziell XII Marlboro Magyar Nagydíj) fand am 11. August auf dem Hungaroring in Mogyoród statt und war das zwölfte Rennen der Formel-1-Weltmeisterschaft 1996.

## Berichte

### Hintergrund
Nach dem Großen Preis von Deutschland führte Damon Hill in der Fahrerwertung mit 21 Punkten vor Jacques Villeneuve und mit 42 Punkten vor Jean Alesi. In der Konstrukteurswertung führte Williams-Renault mit 78 Punkten vor Benetton-Renault und mit 87 Punkten vor Ferrari.
Mit Hill (zweimal) und Michael Schumacher (einmal) traten zwei ehemalige Sieger zu diesem Grand Prix an.

### Training
Vor dem Rennen fanden zwei Trainingseinheiten statt: Die erste am Freitagmorgen und die zweite am Samstagmorgen.
Im ersten freien Training am Freitag erzielte Hill mit einer Zeit von 1:21,144 Minuten die Bestzeit vor Schumacher und Villeneuve.
Am Samstag, dem zweiten freien Training konnte sich dann Schumacher vor den Williams-Piloten Villeneuve und Hill die Bestzeit sichern.

### Qualifying
Schumacher sicherte sich mit einer Zeit von 1:17,129 Minuten die Pole-Position vor Hill und Villeneuve. Für Schumacher war es die 14. Pole-Position seiner Karriere.

### Warm Up
Die Fahrer gingen am Sonntagmorgen zu einer 30-minütigen Aufwärmsitzung auf die Strecke. Im Warm Up sicherte sich Schumacher die Bestzeit vor Hill und Villeneuve.

### Rennen
Beim Start behauptete Schumacher den ersten Platz, während Hill, der von der schmutzigen Seite der Strecke startete, von seinem Teamkollegen Villeneuve und Alesi überholt wurde. Bereits in der ersten Runde kam es zu einer Kollision zwischen Mika Salo, Pedro Lamy und Jos Verstappen, in deren Folge alle drei Fahrer im Laufe des Rennens ausschieden. Nachdem Villeneuve in der 19. Runde die Führung übernahm, musste er sie nur drei Runden später an seinen Teamkollegen Hill abgeben.
Als Hill in der folgenden Runde an die Box ging, übernahm wieder Villeneuve die Führung und gab sie bis Runde 59 nicht mehr ab. Nachdem Hill sich noch ein weiteres Mal an die Spitze setzte, übernahm Villeneuve ein letztes Mal die Führung und gab sie bis ins Ziel nicht mehr ab. Hill wurde Zweiter, Dritter wurde Benetton-Pilot Alesi. Für Villeneuve war es der dritte Sieg der Saison und seiner Karriere.
Damon Hill sicherte sich mit 1:20,093 Minuten die schnellste Rennrunde.
Sowohl in der Fahrer- als auch in der Konstrukteurswertung blieben die ersten drei Positionen unverändert. Williams-Renault sammelte mit einem Doppelsieg genug Punkte um sich zum achten Mal die Konstrukteursmeisterschaft zu sichern. Es war außerdem der vierte Titel in fünf Jahren.

## Meldeliste
| Team                        | Nr. | Fahrer                | Chassis        | Motor                 | Reifen |
| --------------------------- | --- | --------------------- | -------------- | --------------------- | ------ |
| Scuderia Ferrari SpA        | 01  | Michael Schumacher    | Ferrari F310   | Ferrari 3.0 V10       | G      |
| Scuderia Ferrari SpA        | 02  | Eddie Irvine          | Ferrari F310   | Ferrari 3.0 V10       | G      |
| Mild Seven Benetton Renault | 03  | Jean Alesi            | Benetton B196  | Renault 3.0 V10       | G      |
| Mild Seven Benetton Renault | 04  | Gerhard Berger        | Benetton B196  | Renault 3.0 V10       | G      |
| Rothmans Williams Renault   | 05  | Damon Hill            | Williams FW18  | Renault 3.0 V10       | G      |
| Rothmans Williams Renault   | 06  | Jacques Villeneuve    | Williams FW18  | Renault 3.0 V10       | G      |
| Marlboro McLaren Mercedes   | 07  | Mika Häkkinen         | McLaren MP4/11 | Mercedes-Benz 3.0 V10 | G      |
| Marlboro McLaren Mercedes   | 08  | David Coulthard       | McLaren MP4/11 | Mercedes-Benz 3.0 V10 | G      |
| Ligier Gauloises Blondes    | 09  | Olivier Panis         | Ligier JS43    | Mugen-Honda 3.0 V10   | G      |
| Ligier Gauloises Blondes    | 10  | Pedro Diniz           | Ligier JS43    | Mugen-Honda 3.0 V10   | G      |
| B&H Total Jordan Peugeot    | 11  | Rubens Barrichello    | Jordan 196     | Peugeot 3.0 V10       | G      |
| B&H Total Jordan Peugeot    | 12  | Martin Brundle        | Jordan 196     | Peugeot 3.0 V10       | G      |
| Red Bull Sauber Ford        | 14  | Johnny Herbert        | Sauber C15     | Ford Zetec-R 3.0 V10  | G      |
| Red Bull Sauber Ford        | 15  | Heinz-Harald Frentzen | Sauber C15     | Ford Zetec-R 3.0 V10  | G      |
| Footwork Hart               | 16  | Ricardo Rosset        | Footwork FA17  | Hart 3.0 V8           | G      |
| Footwork Hart               | 17  | Jos Verstappen        | Footwork FA17  | Hart 3.0 V8           | G      |
| Tyrrell Yamaha              | 18  | Ukyo Katayama         | Tyrrell 024    | Yamaha 3.0 V10        | G      |
| Tyrrell Yamaha              | 19  | Mika Salo             | Tyrrell 024    | Yamaha 3.0 V10        | G      |
| Minardi Team                | 20  | Pedro Lamy            | Minardi M195B  | Ford EDM 3.0 V8       | G      |
| Minardi Team                | 21  | Giovanni Lavaggi      | Minardi M195B  | Ford EDM 3.0 V8       | G      |

## Klassifikationen

### Qualifying
| Pos.                                                                       | Fahrer                | Konstrukteur       | Zeit     | Start |
| -------------------------------------------------------------------------- | --------------------- | ------------------ | -------- | ----- |
| 01                                                                         | Michael Schumacher    | Ferrari            | 1:17,129 | 01    |
| 02                                                                         | Damon Hill            | Williams-Renault   | 1:17,182 | 02    |
| 03                                                                         | Jacques Villeneuve    | Williams-Renault   | 1:17,259 | 03    |
| 04                                                                         | Eddie Irvine          | Ferrari            | 1:18,617 | 04    |
| 05                                                                         | Jean Alesi            | Benetton-Renault   | 1:18,754 | 05    |
| 06                                                                         | Gerhard Berger        | Benetton-Renault   | 1:18,794 | 06    |
| 07                                                                         | Mika Häkkinen         | McLaren-Mercedes   | 1:19,116 | 07    |
| 08                                                                         | Johnny Herbert        | Sauber-Ford        | 1:19,292 | 08    |
| 09                                                                         | David Coulthard       | McLaren-Mercedes   | 1:19,384 | 09    |
| 10                                                                         | Heinz-Harald Frentzen | Sauber-Ford        | 1:19,436 | 10    |
| 11                                                                         | Olivier Panis         | Ligier-Mugen-Honda | 1:19,538 | 11    |
| 12                                                                         | Martin Brundle        | Jordan-Peugeot     | 1:19,828 | 12    |
| 13                                                                         | Rubens Barrichello    | Jordan-Peugeot     | 1:19,966 | 13    |
| 14                                                                         | Ukyō Katayama         | Tyrrell-Yamaha     | 1:20,499 | 14    |
| 15                                                                         | Pedro Diniz           | Ligier-Mugen-Honda | 1:20,665 | 15    |
| 16                                                                         | Mika Salo             | Tyrrell-Yamaha     | 1:20,678 | 16    |
| 17                                                                         | Jos Verstappen        | Footwork-Hart      | 1:20,781 | 17    |
| 18                                                                         | Ricardo Rosset        | Footwork-Hart      | 1:21,590 | 18    |
| 19                                                                         | Pedro Lamy            | Minardi-Ford       | 1:21,713 | 19    |
| 20                                                                         | Giovanni Lavaggi      | Minardi-Ford       | 1:22,468 | 20    |
| 107-Prozent-Zeit: 1:22,528 min (bezogen auf die Bestzeit von 1:17,129 min) |                       |                    |          |       |

### Rennen
| Pos. | Fahrer                | Konstrukteur       | Runden | Stopps | Zeit        | Start | Schnellste Runde |
| ---- | --------------------- | ------------------ | ------ | ------ | ----------- | ----- | ---------------- |
| 01   | Jacques Villeneuve    | Williams-Renault   | 77     | 3      | 1:46:21,134 | 03    | 1:20,507 (38.)   |
| 02   | Damon Hill            | Williams-Renault   | 77     | 3      | + 0,771     | 02    | 1:20,093 (67.)   |
| 03   | Jean Alesi            | Benetton Renault   | 77     | 2      | + 1:24,212  | 05    | 1:21,932 (05.)   |
| 04   | Mika Häkkinen         | McLaren-Mercedes   | 76     | 2      | + 1 Runde   | 07    | 1:22,257 (47.)   |
| 05   | Olivier Panis         | Ligier-Mugen-Honda | 76     | 2      | + 1 Runde   | 11    | 1:21,562 (46.)   |
| 06   | Rubens Barrichello    | Jordan-Peugeot     | 75     | 2      | + 2 Runden  | 13    | 1:23,181 (26.)   |
| 07   | Ukyō Katayama         | Tyrrell-Yamaha     | 74     | 2      | + 3 Runden  | 14    | 1:24,040 (51.)   |
| 08   | Ricardo Rosset        | Footwork-Hart      | 74     | 2      | + 3 Runden  | 18    | 1:24,026 (18.)   |
| 09   | Michael Schumacher    | Ferrari            | 70     | 3      | DNF         | 01    | 1:20,912 (41.)   |
| 10   | Giovanni Lavaggi      | Minardi-Ford       | 69     | 3      | DNF         | 20    | 1:25,626 (10.)   |
| –    | Gerhard Berger        | Benetton Renault   | 64     | 2      | DNF         | 06    | 1:21,733 (52.)   |
| –    | Heinz-Harald Frentzen | Sauber-Ford        | 50     | 3      | DNF         | 10    | 1:21,882 (16.)   |
| –    | Johnny Herbert        | Sauber-Ford        | 35     | 1      | DNF         | 08    | 1:22,343 (19.)   |
| –    | Eddie Irvine          | Ferrari            | 31     | 1      | DNF         | 04    | 1:22,099 (19.)   |
| –    | Pedro Lamy            | Minardi-Ford       | 24     | 0      | DNF         | 19    | 1:25,006 (05.)   |
| –    | David Coulthard       | McLaren-Mercedes   | 23     | 0      | DNF         | 09    | 1:22,760 (19.)   |
| –    | Jos Verstappen        | Footwork-Hart      | 10     | 0      | DNF         | 17    | 1:24,018 (07.)   |
| –    | Martin Brundle        | Jordan-Peugeot     | 5      | 0      | DNF         | 12    | 1:23,889 (03.)   |
| –    | Pedro Diniz           | Ligier-Mugen-Honda | 1      | 0      | DNF         | 15    | 1:40,435 (01.)   |
| –    | Mika Salo             | Tyrrell-Yamaha     | 0      | 0      | DNF         | 16    | –                |

## WM Stände nach dem Rennen
Die ersten sechs des Rennens bekamen 10, 6, 4, 3, 2 bzw. 1 Punkt(e).

### Fahrerwertung
| Pos. | Fahrer                | Konstrukteur       | Punkte |
| ---- | --------------------- | ------------------ | ------ |
| 01   | Damon Hill            | Williams-Renault   | 79     |
| 02   | Jacques Villeneuve    | Williams-Renault   | 62     |
| 03   | Jean Alesi            | Benetton-Renault   | 35     |
| 04   | Michael Schumacher    | Ferrari            | 29     |
| 05   | Mika Häkkinen         | McLaren-Mercedes   | 19     |
| 06   | David Coulthard       | McLaren-Mercedes   | 18     |
| 07   | Gerhard Berger        | Benetton-Renault   | 16     |
| 08   | Olivier Panis         | Ligier-Mugen-Honda | 13     |
| 09   | Rubens Barrichello    | Jordan-Peugeot     | 12     |
| 10   | Eddie Irvine          | Ferrari            | 9      |
| 11   | Heinz-Harald Frentzen | Sauber-Ford        | 6      |
| 12   | Mika Salo             | Tyrrell-Yamaha     | 5      |

| Pos. | Fahrer               | Konstrukteur       | Punkte |
| ---- | -------------------- | ------------------ | ------ |
| 13   | Johnny Herbert       | Sauber-Ford        | 4      |
| 14   | Martin Brundle       | Jordan-Peugeot     | 3      |
| 15   | Pedro Diniz          | Ligier-Mugen-Honda | 1      |
| 16   | Jos Verstappen       | Footwork-Hart      | 1      |
| 17   | Ukyō Katayama        | Tyrrell-Yamaha     | 0      |
| 18   | Ricardo Rosset       | Footwork-Hart      | 0      |
| 19   | Giancarlo Fisichella | Minardi-Ford       | 0      |
| 20   | Pedro Lamy           | Minardi-Ford       | 0      |
| 21   | Luca Badoer          | Forti-Ford         | 0      |
| 22   | Andrea Montermini    | Forti-Ford         | 0      |
| 23   | Giovanni Lavaggi     | Minardi-Ford       | 0      |
| –    | Tarso Marques        | Minardi-Ford       | 0      |

### Konstrukteurswertung
| Pos. | Konstrukteur       | Punkte |
| ---- | ------------------ | ------ |
| 01   | Williams-Renault   | 141    |
| 02   | Benetton-Renault   | 51     |
| 03   | Ferrari            | 38     |
| 04   | McLaren-Mercedes   | 37     |
| 05   | Jordan-Peugeot     | 15     |
| 06   | Ligier-Mugen-Honda | 14     |

| Pos. | Konstrukteur   | Punkte |
| ---- | -------------- | ------ |
| 07   | Sauber-Ford    | 10     |
| 08   | Tyrrell-Yamaha | 5      |
| 09   | Footwork-Hart  | 1      |
| 10   | Minardi-Ford   | 0      |
| 11   | Forti-Ford     | 0      |